# Rozmowy kontrolowane
Rozmowy kontrolowane – polski film komediowy z 1991 roku w reżyserii Sylwestra Chęcińskiego, druga część trylogii filmowej po Misiu (1980) i przed Rysiem (2007). Akcja filmu toczy się w PRL.
W 2023 roku film doczekał się rekonstrukcji cyfrowej. Film w wersji zremasterowanej dostępny w serwisie Ninateka.

## Fabuła
Akcja filmu toczy się w czasie stanu wojennego, co jest okazją do zaprezentowania rozmaitych postaw społecznych obywateli PRL oraz absurdów systemu. Ryszard Ochódzki, prezes klubu sportowego „Tęcza” i przyjaciel komunistycznych aparatczyków, musi się ukrywać i zrządzeniem losu zostaje bohaterem zdelegalizowanej „Solidarności”.
W grudniu 1981 roku Ryszard Ochódzki (Stanisław Tym), zwany Misiem, otrzymuje od znajomego pułkownika SB Zygmunta Molibdena (Krzysztof Kowalewski) zadanie przeniknięcia do struktur „Solidarności” w Suwałkach. Nie może odmówić z dwóch powodów: po pierwsze, łączą go z Molibdenem różne pokątne interesy (nielegalny handel, przemyt), po drugie, pułkownik nakrył go in flagranti ze swoją żoną (Małgorzata Ostrowska-Królikowska).
Wyposażony w legitymację „Solidarności” i wspólne zdjęcie z Lechem Wałęsą Ochódzki udaje się do Suwałk. Tam zastaje go stan wojenny. Po spowodowaniu wypadku samochodowego Ochódzki porzuca swojego Mercedesa W123 i pożyczoną Syreną zamierza wrócić do stolicy. Zatrzymuje go patrol ludowego wojska. W bagażniku samochodu znajduje solidarnościowe materiały. Bojąc się aresztowania, Ochódzki rzuca się do ucieczki. Przez przypadek unieszkodliwia ścigający go czołg i staje się bohaterem walczącego podziemia. Służba Bezpieczeństwa ściga go teraz po całej Polsce listem gończym, zwłaszcza że pułkownik Molibden chce odzyskać torebkę swojej żony, która zostawiła ją u Ochódzkiego (w torebce znajduje się przepis na potrawę wigilijną).
Tymczasem generał Zambik (Marian Opania) – przełożony pułkownika Molibdena – w dwuznaczny sposób oznajmia mu, że wie o jego wcześniejszych kontaktach z Ochódzkim. W trosce o własną karierę i bezpieczeństwo Molibden postanawia zlikwidować prezesa klubu sportowego „Tęcza”. Porucznik Służby Bezpieczeństwa Jan Nogałka (Tadeusz Szymków) próbuje udusić Ochódzkiego w lesie, ale wpada we wnyki kłusownicze. Ochódzki ukrywa się u ciotki Lusi (Irena Kwiatkowska) w Rembertowie, gdzie odnajduje go Molibden i proponuje pomoc w ucieczce w kobiecym przebraniu do Szwecji, którą wcześniej zorganizował dla Ochódzkiego trener Wacław Jarząbek (Jerzy Turek). Niestety Molibden nie dotrzymuje słowa, ucieczka nie udaje się; poza tym o szczegółach ucieczki wie już też towarzysz Zambik. W Sylwestra nocą Ochódzki w sportowym dresie, uciekając przed żołnierzami, ukrywa się w toalecie Pałacu Kultury i Nauki, w którym nadejście Nowego Roku świętują wszyscy wysoko postawieni dygnitarze, w tym Zambik i Molibden. Gdy Ryszard Ochódzki pociąga za spłuczkę, budynek wali się. Ochódzki jako jedyny wydostaje się spod gruzów i mówi: Jeszcze nie zginąłem? To się odbuduje.

## Plenery
Zdjęcia do filmu kręcono, między innymi, w Pałacu Kultury i Nauki, na placu Trzech Krzyży i ulicy Rakowieckiej w Warszawie oraz w hotelu „Kasprowy” w Zakopanem.

## Obsada
- Stanisław Tym – Ryszard Ochódzki
- Irena Kwiatkowska – ciotka Lusia
- Alina Janowska – Halina Należyty, koleżanka ciotki Lusi
- Krzysztof Kowalewski – Zygmunt Molibden, pułkownik SB
- Jerzy Bończak – Morwa
- Marian Opania – Zenon Zambik, generał SB
- Jerzy Turek – Wacław Jarząbek vel Jerzy Lebioda
- Bożena Dykiel – Kokoszka
- Zofia Merle – Maria Wafel
- Małgorzata Ostrowska – Beata Molibdenowa
- Artur Barciś – milicjant z Suwałk, który próbował aresztować Ochódzkiego
- Maciej Damięcki – Marian, działacz „Solidarności” ukrywający Ochódzkiego
- Antonina Girycz – Jarząbkowa
- Ryszard Kotys – zomowiec, plutonowy zabierający Jarząbkowi słuchawkę, by mówić „rozmowa kontrolowana; rozmowa kontrolowana”
- Gustaw Lutkiewicz – chłop
- Wiesława Mazurkiewicz – znajoma cioci Lusi goszcząca ją na wigilii
- Leon Niemczyk – towarzysz sekretarz na balu sylwestrowym
- Paweł Nowisz – członek patrolu ORMO
- Barbara Rachwalska – ciotka Jarząbka
- Sylwia Wysocka – Lucynka
- Joanna Żółkowska – Jola, działaczka „Solidarności” ukrywająca Ochódzkiego
- Leonard Andrzejewski – generał przemawiający w tv podczas balu sylwestrowego
- Barbara Babilińska – Szwedka
- Zbigniew Buczkowski – mężczyzna na stacji
- Andrzej Butruk – żołnierz aresztujący Szwedkę na Okęciu
- Jolanta Czaplińska – pani przed sklepem rozmawiająca o porwaniu papieża
- Wojciech Dąbrowski – Kamolak
- Jerzy Dominik – Szwed na Okęciu
- Ireneusz Dydliński – milicjant podglądający pokoje w hotelu "Kasprowy" w Zakopanem
- Grzegorz Grzywacz – syn chłopa
- Sławomir Holland – milicjant patrolujący ulice
- Ryszard Jabłoński – robotnik biesiadujący w baraku
- Jerzy Januszewicz – strażnik Wacek
- Artur Kaczmarski – syn chłopa
- Zbigniew Korepta – pan czytający „Trybunę”
- Joachim Lamża – żołnierz patrolujący Plac Trzech Krzyży w sylwestra
- Lenarczyk – matka Walusia
- Juliusz Lubicz-Lisowski – znajomy cioci Lusi na wigilii
- Borys Marynowski – znajomy Molibdena z MO podglądający pokoje w hotelu "Kasprowy" w Zakopanem
- Maria Mamona – sprzątaczka w suwalskiej komendzie
- Kazimierz Mazur – żołnierz patrolujący Plac Trzech Krzyży w sylwestra
- Sylwester Maciejewski – robotnik biesiadujący w baraku
- Jerzy Zygmunt Nowak – chłop, dziadek Agnieszki
- Cezary Pazura – milicjant kontrolujący autobus ze sportowcami
- Ryszard Pracz – członek patrolu ORMO
- Jerzy Próchnicki – żołnierz wyrzucający śmieci
- Jan Pęczek – organizator balu sylwestrowego
- Zdzisław Rychter – komendant wojewódzki MO w Suwałkach
- Mariusz Saniternik – robotnik biesiadujący w baraku
- Adam Siemion – Maciek, syn działaczy „Solidarności” ukrywających Ochódzkiego
- Karina Szafrańska – sekretarka Molibdena
- Bogdan Szczesiak – recepcjonista w hotelu w Suwałkach
- Tadeusz Szymków – porucznik SB Jan Nogałka
- Konstancja Tulewicz – żona towarzysza sekretarza na balu sylwestrowym w Pałacu Kultury i Nauki
- Grażyna Wolszczak – Grażyna Chochoł, dziennikarka
- Magdalena Wójcik – Agnieszka, dziewczyna na wsi
- Bożena Wróbel – charakteryzatorka Żaneta
- Barbara Zielińska – Alicja Zambikowa
- Marek Bartkowicz – żołnierz przeszukujący samochód Ochódzkiego
- Piotr Gąsowski – mężczyzna zmieniający koło w maluchu na ul. Rakowieckiej
- Joanna Jarzębska – pani przed sklepem rozmawiająca o aresztowaniu Reagana
- Krzysztof Krupiński – milicjant w suwalskiej komendzie
- Wojciech Magnuski – celnik na Okęciu
- Jan Mayzel – mężczyzna zmieniający koło w maluchu na ul. Rakowieckiej
- Zofia Streer – pani przed sklepem rozmawiająca o porwaniu papieża
- Zdzisław Szymborski – uczestnik narady u Zambika
- Barbara Chojecka
- Jacek Ryniewicz
- A Sangala